# 1581 en philosophie
Chronologie de la philosophie
- 1577
- 1578
- 1579
- 1580
- 1581
- 1582
- 1583
- 1584
- 1585

L’année 1581 a été marquée, en philosophie, par les événements suivants :

## Publications
- Nicolò Vito di Gozze : Dialogo d'amore detto Antos ("Dialogue d'amour intitulé : Anthos") selon l'esprit de Platon. Il y expose, dans un dialogue imaginaire entre sa femme et son frère, ses idées de réconciliation dans l'amour universel. Au passage, il offre une galerie de portraits des femmes les plus douées de leurs temps.
  - Dialogo dell'Amore detto Anthos secondo la mente di Platone, Venezia 1581
  - Dialogo della Bellezza detto Anthos secondo la mente di Platone, Venezia 1581

## Naissances
- Pierre Pyrard, cousin germain de François Pyrard, né à Laval en 1581, mort à Pau, le 3 avril 1667, est un théologien, jésuite et philosophe français.